# Fatou Ceesay (Politikerin)
Fatou Ceesay (Fatoumat(t)a Ceesay, auch Fatoumat(t)a Sise, geb. Sagnia/Sanyang, gest. am 4. Juni 2014) war eine gambische Politikerin.

## Leben
Ceesay war mit Sainey Ceesay (Seni Sise, 1931–2014) verheiratet. Zu den gemeinsamen Kindern zählen der einzige Sohn und Politiker Ousman Koro Ceesay (ca. 1962–1995) und dessen jüngere Schwester Ya Bajen Ceesay Jaiteh. Ihr Mann war außerdem mit der Versicherungsangestellten Abbie Sise verheiratet.
Fatou Ceesay arbeitete wie ihr Mann als Lehrerin an verschiedenen Orten des Landes. Später arbeitete sie im öffentlichen Dienst, ehe sie von 1992 bis 1994 ins gambische Parlaments nominiert wurde.
Ceesay starb 2014 40 Tage nach dem Tod ihres Mannes.